# Eduardo Romualdez

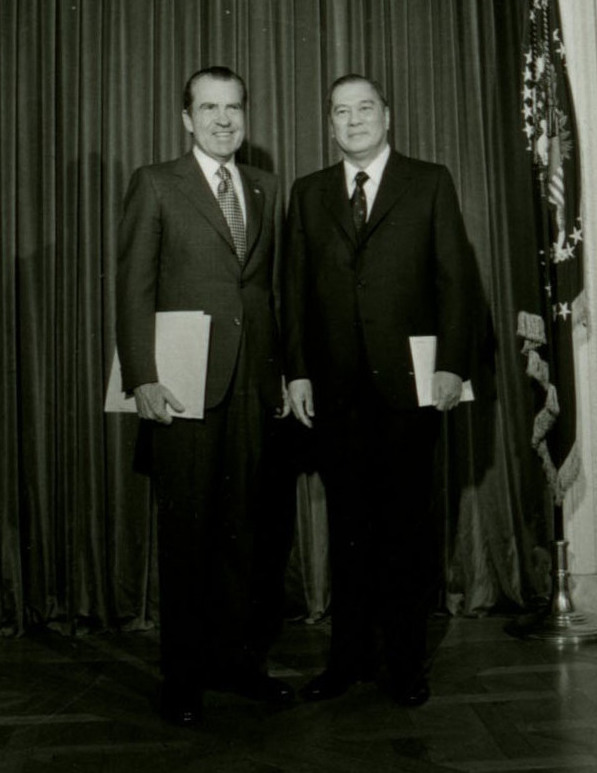
Eduardo Romualdez (rechts) en Richard Nixon

Eduardo Z. "Danding" Romualdez (Tolosa, 22 november 1909 - 19 juli 2001) was een Filipijns topman, minister en diplomaat. Van 1966 tot 1970 was hij minister van Financiën in het kabinet van Ferdinand Marcos. 

## Biografie
Eduardo Romualdez werd geboren in Tolosa in de provincie Leyte. Zijn vader was Miguel Romualdez, een voormalig parlementslid voor de provincie Leyte en burgemeester van Manilla. Eduardo studeerde handel aan de Ateneo de Manila University en behaalde daar in 1928 zijn bachelor-diploma. In 1929 behaalde hij tevens een master-diploma economie aan de University of the Philippines. Aansluitend ging hij voor een vervolgopleiding naar de Verenigde Staten, waar hij in 1930 promoveerde aan de Universiteit van Georgetown in Washington D.C.
Romualdez begon zijn carrière bij het Bureau of Banking als junior bank auditor. Later had hij vele topfuncties in de overheid en het bedrijfsleven. Hij was onder meer Executive Secretary van de Financial Rehabiliation Board, vicepresident en vervolgens president van Philippine Trust Co., president van de Fidelity and Surety Company, president van de Bankers Association of the Philippines, lid van de raad van bestuur van E.R. Squibb & Sons, president en vicevoorzitter van de raad van bestuur van de Philippine National Bank, president van Philippine Airlines, lid van de Monetary Board, voorzitter van de Rehabilitation Finance Corporation (het latere Development Bank of the Philippines, voorzitter van Insular Life Insurance Co., gouverneur bij het Internationaal Monetair Fonds, gouverneur bij het de International Bank for Reconstruction and Development (IBRD) van de Wereldbank en voorzitter van het National Economic Council.
In 1966 werd Romualdez benoemd tot minister van Financiën in het kabinet van president Ferdinand Marcos. In 1970 werd hij opgevolgd door Cesar Virata. In oktober 1971 volgde een benoeming tot ambassadeur in de Verenigde Staten, de belangrijkste Filipijnse missiepost. Ruim tien jaar lang bekleedde hij die positie tot hij in 1982 werd afgelost door zijn neef Benjamin Romualdez, een broer van first lady Imelda Marcos. 
Eduardo Romualdez overleed op 91-jarige leeftijd in zijn slaap. Romualdez was getrouwd met Concepcion Veloso en had vier kinderen. Zijn oudere broer Daniel Romualdez was net als hun vader parlementslid en was zelfs vier jaar lang voorzitter van het Filipijns Huis van Afgevaardigden. 